# Maison Mouton
L'ancienne maison Mouton est un immeuble classé de style éclectique situé à Liège en Belgique.

## Histoire
L'immeuble a été créé et réalisé en 1886 et 1887 d'après les plans de l'architecte Jules Bernimolin pour le premier propriétaire Marcel Mouton. Un double M représentant les initiales du commanditaire sont visibles au-dessus de la baie d'imposte de la porte d'entrée.
Il est repris sur la liste du patrimoine immobilier classé de Liège depuis le 24 juin 2011.

## Situation
Cette maison se trouve dans le centre de Liège au no 20 du boulevard d'Avroy, une artère importante de la ville de Liège.

## Description
Cet immeuble asymétrique compte deux travées et trois niveaux (deux étages). La travée de droite est plus large et en léger ressaut par rapport à la travée de gauche. La travée de droite est couronnée d'une grande lucarne à fronton triangulaire. La façade est représentative du style éclectique en vogue à cette époque. Le soubassement et le rez-de-chaussée sont bâtis en pierre calcaire alors que les deux étages sont réalisés en pierre de Gobertange. La particularité de cette façade vient de la richesse de son ornementation, omniprésente et diverse et dans un bon état de conservation.